# Luiz Gohara
Luiz Henrique Gohara (né le 31 juillet 1996 à Tupã au Brésil) est un lanceur gaucher qui a joué pour les Braves d'Atlanta en Ligue majeure de baseball en 2017 et 2018.

## Carrière
Luiz Gohara signe un premier contrat professionnel d'une valeur de 880 000 dollars US le 14 août 2012 avec les Mariners de Seattle de la Ligue majeure de baseball. Il fait ses débuts professionnels dans les ligues mineures aux États-Unis en 2013 et évolue 4 saisons avec des clubs affiliés aux Mariners. Initialement choisi pour jouer avec l'équipe du Brésil à la Classique mondiale de baseball 2013, il ne participe finalement pas à la compétition.
Avec un autre lanceur gaucher des ligues mineures du nom de Thomas Burrows, Seattle échange Gohara aux Braves d'Atlanta le 11 janvier 2017 contre le joueur de champ extérieur Mallex Smith et le lanceur droitier Shae Simmons.
Luiz Gohara fait ses débuts dans le baseball majeur avec les Braves d'Atlanta le 6 septembre 2017 comme lanceur partant face aux Rangers du Texas.